# Панархизам
Панархизам је политичка филозофија подразумева мирну коегзистенцију свих политичких система, то јест облик владавине који сваком појединцу даје слободу да изабере коме ће бити подређен и који ће облик владавине прихватити.
Термин је 1860. године први пут употребио белгијски ботаничар, економиста и романописац Паул-Емил Де Пуидт.
Панархисти тврде да је панархизам аполитичан, јер подразумева да све политичке силе (обавезни порези, наметнути прописи, владина и административна власт) нестану, како би оставили простор за добровољне односе међу људима.
Панархија има много заједничког са многим облицима анархизма.
Паул Емил де Пуидт, је панархију представио као облик политичке толеранције, која би могла да доведе и до верске толеранције.
Уобичајена критика је да је панархија већ данас на одређен начин присутна: ако неко није задовољна уређењем, може напустити ту државу и преселити се у неку другу. Међутим, панахаризам заговара интегрални атериторијализам (а не екстериторијализам који тренутно признаје позитиван закон у дипломатији).
Управљање у панархизму не би било везано за одређену територију, неколико влада може управљати истом територијом, што не спречава конфедерације или савезе за територијална питања која су суверене функције, као што је одбрана. Људи би били слободни да бирају коју ће владу прихватити, док би владе морале да се боре за подршку грађана.
На Паула-Емила Де Пуидта је свакако утицао његов сународник Гистав де Молинари који је у 1849. години увео појам конкурентске владе, који је описао у свом чланку "Производња сигурности" у часопису Економист 15. фебруара 1849. године.